# Anii 350
Secole: Secolul al III-lea - Secolul al IV-lea - Secolul al V-lea
Decenii: Anii 300 Anii 310 Anii 320 Anii 330 Anii 340 - Anii 350 - Anii 360 Anii 370 Anii 380 Anii 390 Anii 400
Ani: 350 | 351 | 352 | 353 | 354 | 355 | 356 | 357 | 358 | 359